# Боклунд, Харальд
Аксель Харальд Боклунд (швед. Axel Harald Boklund, 28 марта 1868, Стокгольм, Швеция — 20 марта 1924, Мальмё, Скания, Швеция) — шведский архитектор, а также редактор.

## Биография
Харальд Боклунд родился в семье художника Йохана Боклунда. Харальд изучал архитектуру в Берлине. Он работал в архитектурном бюро Августа Линдвалла в Мальмё с 1895 по 1900 год (Lindvall & Boklund). Они спроектировали, среди прочего, железнодорожную станцию Треллеборга (позже названную Trelleborgs C) и замок Телеборг недалеко от Векшё. Боклунд также спроектировал ряд зданий в Мальмё, таких как Аптека Лев (совместно с Линдваллом), Башенный Дом.
Самые ранние работы Харальда были созданы под влиянием неоренессанса (только работы, выполненные вместе с Линдваллем), а поздние уже были в стиле модерна. Ближе к концу своей карьеры Боклунд всё больше вдохновлялся национальным романтизмом, который наиболее ярко проявляется в том, как он создавал дизайн Башенного Дома. Одна из главных его характеристик — это высокие фронтоны, венчающие многие его здания.
Самой сенсационной идеей Боклунда было предложение облицевать Эйфелеву башню камнем. Однако это предложение так и не было реализовано.
Некоторые из работ Харальда Боклунда были уничтожены, к ним относятся возвышающееся жилое здание на Треугольнике в Мальмё и Новая церковь Магларпа за пределами Треллеборга.
Помимо своей работы в качестве архитектора, Боклунд был редактором Byggnadstidningen (Строительный журнал) с 1908 по 1924 год, для которого он сам написал много материалов и воплотил свои идеи и архитектурные идеалы. Он также был очень активным членом ассоциации в Мальмё, в частности в Skånska konstnärslaget (Общество художников Сконе), Odd Fellow Orden и Malmö industriförening. Боклунд считал себя инициатором Балтийской выставки в Мальмё в 1914 году и принадлежал к числу архитекторов Мальмё, которые соперничали с Фердинандом Бобергом на выставке.

## Галерея
- Пилдаммсторнет, Мальмё
- Башенный Дом, Мальмё
- Аптека Лев, Мальмё
- Замок Телеборг, Векшё
- Церковь Норры Ноббелёв, Лунд